# Yvette Kolb
Yvette Kolb (* 22. Juni 1942 in Basel) ist eine Schweizer Schauspielerin, Schriftstellerin und ehemalige Balletttänzerin.

## Leben
Yvette Kolb erhielt ihre tänzerische Ausbildung ab 1950 an der Ballettschule des Stadttheaters Basel. Dort debütierte sie 1957 im Schwanensee von Peter Tschaikowsky unter der Regie von Wazlaw Orlikowsky. Titelpartien tanzte Kolb in Igor Strawinskys Feuervogel und Giselle, weitere Rollen hatte sie unter anderem in La Valse von Maurice Ravel, Strawinskys Petruschka oder Tschaikowskys Dornröschen, des Weiteren gestaltete sie Solorollen beim Deutschen Fernsehballett.
Eine Fussverletzung zwang Kolb zur Aufgabe ihres Berufes, sie liess sich daraufhin von Marlise Ludwig zur Schauspielerin ausbilden und spielte überwiegend an Tourneetheatern, so beispielsweise die Titelrollen in Henrik Ibsens Nora oder Ein Puppenheim und Trauer muss Elektra tragen von Eugene O’Neill. Zwischen 1973 und 1975 gastierte sie am Berner Atelier-Theater, seit 1988 gehört sie dem Ensemble des Theaters Fauteuil in Basel an.
Daneben ist Yvette Kolb auch schriftstellerisch tätig und verfasst Gedichte, Liedertexte für Musicals  und übersetzt Theaterstücke in Dialektfassungen. Aus ihrer Feder stammt das 1998 entstandene Zweifrauenstück Der erotische Rollmops, das sie inszenierte und in dem sie eine der beiden Rollen übernahm. Viele Jahre begleitete sie darüber hinaus den israelischen Schriftsteller und Satiriker Ephraim Kishon auf seinen Tourneen und las dort dessen Texte auf Deutsch. Für die Musicalfassung von Kishons Theaterstück Es war die Lerche schrieb Kolb die Songtexte.

## Werke

### Film
- 1983: Der Trauschein

### Bücher (Auswahl)
- 1987: Tücken, Mücken, Krücken, Verlag Universitas, München, ISBN 978-3-8004-1150-4
- 1990: Haken, Schnaken, Kakerlaken, Basler Zeitung Medien, Basel, ISBN 978-3-85815-197-1
- 1993: Titzel, Tutzel, Tatzel, Basler Zeitung Medien, Basel, ISBN 978-3-85815-257-2
- 2004: Gipfel, Wipfel, Hosenzipfel, Traubenberg-Verlag, Zollikon, ISBN 978-3-9520742-2-0
- 2007: Fräulein Haberthür, Die Wurst und andere Schmunzelgedichte, Verlag Pro Business, Berlin, ISBN 978-3-939430-57-5
- 2009: Die Jahreszeiten der Schlossherrin, Münsterverlag, Basel, ISBN 978-3-905896-02-2
- 2010: Die Büglerin des Unrechts, Münsterverlag, Basel, ISBN 978-3-905896-08-4
- 2013: Die Löschhorn-Sinfonie, Verlag Reinhardt, Basel, ISBN 978-3-7245-1883-9
- 2016: Das Lächeln der Schildkröten, Verlag Johannes Petri, Basel, ISBN 978-3-03784-107-5